# 東北天然ガス
東北天然ガス株式会社（とうほくてんねんガス、英: Tohoku Natural Gas Co., Inc.）は、東北電力と石油資源開発が共同出資した合弁会社。石油資源開発が所有する新潟 - 仙台間パイプラインおよび山形市・郡山市への支線を中心に、沿線の一般ガス事業者や大口需要家への天然ガスの供給を行う。沿線から離れた事業者に対しては、鉄道コンテナやタンクローリーでの輸送も行っている。 

## 沿革
- 1993年（平成5年）7月8日 - 「東北天然ガス企画株式会社」として設立。
- 1996年（平成8年）10月17日 - 「東北天然ガス株式会社」に社名変更。
- 2007年（平成19年）3月1日 - 白石・郡山間ガスパイプライン運用開始[2]。

## 主要パイプライン
- 新潟・仙台天然ガスパイプライン（石油資源開発所有。約260 km[3][4]。
  - 新潟県聖籠町（日本海エル・エヌ・ジー） - 仙台市宮城野区（東北電力新仙台火力発電所）
- 山形天然ガスパイプライン（東北天然ガス所有。約30 km[2][3]。
  - 七ヶ宿町（追分バルブステーション） - 山形市（山形ガス）
- 白石・郡山間ガスパイプライン（石油資源開発80%、東北電力20%共同所有。約96 km[2][3]。
  - 白石市（白石分岐バルブステーション） - 福島市（福島ガス） - 郡山市（東部ガス）

## 主要供給先
- 東北電力新仙台火力発電所
- 仙台市ガス局、山形ガス、福島ガス、東部ガス郡山地区、仙南ガス[5]。
- ソニー仙台テクノロジーセンター、サッポロビール仙台工場、TDF宮城工場
- 青森ガス、弘前ガス（新潟より鉄道コンテナ輸送）
- 東北ガス（新潟よりタンクローリー輸送）
- 上記のほか、福島県内の需要家向けに新潟から、岩手県内の需要家向けに仙台からタンクローリー輸送を行う[6][7]。